# Liège-Bastogne-Liège 1967
La 53e édition de Liège-Bastogne-Liège a eu lieu le 1er mai 1967 et a été remportée par le Belge Walter Godefroot. 

## Arrivée de la course
Les coureurs belges Eddy Merckx et Walter Godefroot se présentent à l'arrivée de cette cinquante-troisième Doyenne au Stade Vélodrome de Rocourt. Mais, en raison des conditions atmosphériques (pluie et neige), les organisateurs ont décidé que l'arrivée se tiendrait sur la piste en cendrée intérieure au lieu de la piste en béton du vélodrome jugée trop dangereuse. D'après les commentaires de Walter Godefroot, Merckx n'était pas au fait de ce changement alors que le Flandrien avait été mis au courant par son directeur sportif. À la sortie du tunnel d'accès, Walter Godefroot prend la tête, gros avantage sur une piste en cendrée, et Eddy Merckx ne parvient pas à le remonter. C'est la seconde fois que Godefroot bat Merckx au sprint après les championnats de Belgique de 1965. On note aussi la troisième place du coureur wallon Willy Monty à 10 secondes du vainqueur.
125 coureurs étaient au départ. 22 rejoignent l'arrivée.

## Classement
| n° | Coureur              | Équipe                   | Temps           |
| -- | -------------------- | ------------------------ | --------------- |
| 1  | Walter Godefroot     | Flandria-De Clerck       | 7 h 02 min 00 s |
| 2  | Eddy Merckx          | Peugeot-Michelin-BP      | m.t.            |
| 3  | Willy Monty          | Pelforth-Sauvage-Lejeune | à 10 s          |
| 4  | Georges Vandenberghe | Roméo-Smith's            | à 3 min 10 s    |
| 5  | Vittorio Adorni      | Salamini-Luxor TV        | à 3 min 25 s    |
| 6  | Flaviano Vicentini   | Italie                   | à 3 min 40 s    |
| 7  | Roger Rosiers        | Dr. Mann-Grundig         | m.t.            |
| 8  | Herman Van Springel  | Dr. Mann-Grundig         | m.t.            |
| 9  | Ferdinand Bracke     | Peugeot-Michelin-BP      | à 5 min 00 s    |
| 10 | Franco Bitossi       | Filotex                  | à 5 min 30 s    |